# Tadeusz Petelenz
Tadeusz Petelenz (ur. 25 kwietnia 1925 w Krakowie, zm. 8 maja 2021 tamże) − profesor zwyczajny, doktor habilitowany nauk medycznych; magister wychowania fizycznego; polski kardiolog; były ordynator Oddziału Chorób Wewnętrznych Szpitala Miejskiego w Gliwicach, były dyrektor Specjalistycznego Szpitala Klinicznego nr 1 w Zabrzu, były dyrektor Wojewódzkiej Przychodni Wielospecjalistycznej w Katowicach i wieloletni kierownik III Kliniki Kardiologii ŚUM Śląskiego Uniwersytetu Medycznego w Katowicach. W stanie spoczynku nadal pracował naukowo, autor i współautor 420 opracowań naukowych, z których jedna czwarta opublikowana została w czasopismach zagranicznych, współzałożyciel Domu Lekarza w Katowicach, inicjator i organizator specjalistycznego szkolenia podyplomowego w ramach Wojewódzkiej Przychodni Wielospecjalistycznej w Katowicach.

## Wykształcenie, kariera zawodowa i osiągnięcia naukowe
Ukończył szkołę powszechną i dwie klasy Gimnazjum Ogólnokształcącego im. Bartłomieja Nowodworskiego w Krakowie, a w trakcie wojny krakowskie Gimnazjum Kupieckie oraz Liceum Chemii Technicznej. W latach 1943–1945 pracownik w laboratorium gleboznawczym, a następnie laboratorium Szpitala św. Łazarza, równocześnie uczestnik tajnych kompletów gimnazjalnych i licealnych, matura w Liceum Humanistycznym w Krakowie. Jest absolwentem Wyższej Szkoły Wychowania Fizycznego (1948). Równocześnie studiował na Wydziale Lekarskim Uniwersytetu Jagiellońskiego, a dyplom uzyskał w roku 1952 w Akademii Medycznej w Krakowie. Karierę medyczną rozpoczął pod kierownictwem prof. Tadeusza Tempki już pod koniec studiów w Klinice Chorób Wewnętrznych Akademii Medycznej w Krakowie (1951). Następnie jako asystent podjął pracę w Zakładzie Anatomii Prawidłowej ŚAM w Rokitnicy, potem jako lekarz w randze oficera pełnił różne funkcje wojskowe, m.in. wykładowcy epidemiologii i higieny w Studium Wojskowym w Rokitnicy oraz asystenta na Oddziale Wewnętrznym Szpitala Garnizonowego w Gliwicach, gdzie w 1956 roku uzyskał specjalizację pierwszego stopnia z zakresu chorób wewnętrznych. Po przeniesieniu do rezerwy podjął pracę jako asystent w Klinice Chorób Wewnętrznych i Zawodowych ŚAM w na oddziale w Zabrzu. Tam też po uzyskaniu specjalizacji drugiego stopnia z zakresu chorób wewnętrznych doktoryzował się u prof. Stanisława Kohmana.
W latach 60. zaobserwował w trakcie badań, że pacjenci, u których podczas koronarografii wystąpiły epizody bradykardii, byli w stanie ustabilizować rytm serca poprzez energiczny, rytmiczny kaszel. Przed każdym kaszlnięciem, najpierw wykonywany jest głęboki wdech. Dzięki temu duża ilość tlenu dociera do płuc, a stamtąd dalej do krwi. Wówczas jednoczesny skurcz mięśni klatki piersiowej i brzucha oraz przepony powoduje powstanie wysokiego ciśnienia w klatce piersiowej. Z jednej strony umożliwia to bardzo szybkie wydostanie się wdychanego powietrza z organizmu. Z drugiej strony, uciska serce i w ten sposób wzmacnia jego akcję pompującą. Wykazano również, że pacjenci pozostawali przytomni podczas migotania komór, jeśli regularnie kaszleli. Ruch pompujący klatki piersiowej zastępuje skurcz i może utrzymać wystarczającą perfuzję mózgu, przynajmniej przez krótki czas. To ważne osiągnięcie i naukowo udokumentowane odkrycie polskiego nestora kardiologii, poparte obszernymi badaniami klinicznymi pod jego kierunkiem, przywoływane jest w medycznej literaturze fachowej do dzisiaj.
W latach 70. leczył chorych w Klinice Chorób Zawodowych Instytutu Medycyny Pracy w Przemyśle Węglowym i Hutniczym w Zabrzu, początkowo zajmował stanowisko asystenta, potem adiunkta, a następnie pełnił funkcje kierownicze w różnych placówkach i instytucjach. Również w kolejnych latach pracował głównie w dziale klinicznym, najpierw w szpitalu sióstr elżbietanek w Katowicach, a później w Ochojcu. Od połowy lat 70. XX w. związał się z katowicką kliniczną kardiologią, był też konsultantem wojewódzkim ds. kardiologii w województwie częstochowskim, a następnie w województwie katowickim (do 1989 r.). Pracował dodatkowo jako docent w Wyższej Szkole Wychowania Fizycznego w Katowicach.
W roku 1987 otrzymał tytuł profesora nadzwyczajnego, a w roku 1993 nominację na stanowisko profesora zwyczajnego Śląskiego Uniwersytetu Medycznego w Katowicach. Pod kierunkiem prof. Petelenza 33 lekarzy uzyskało I st. i 25 II st. specjalizacji z zakresu chorób wewnętrznych a 12 specjalizacji z zakresu kardiologii. Jest też promotorem 17 przewodów doktorskich.

## Zainteresowania, staże i badania naukowe
Koncentrował się na badaniach układu krążenia metodą elektrofizjologiczną, laboratoryjną i histopatologiczną oraz na badaniach EKG wysokiej rozdzielczości i zmienności rytmu serca (HRV). Badał ukrwienie pozawieńcowe serca człowieka (badania morfologiczno-kliniczne), choroby zawodowe (ołowica, choroba popromienna, choroba wibracyjna, zatrucia innymi substancjami) i wady serca w chorobie wieńcowej (diagnostyka i leczenie). W sferze jego zainteresowań znajdowały się zagadnienia etiopatogenezy nabytych wad serca, ciąży u kobiet z wadami serca, farmakoterapii i farmakologii klinicznej, rehabilitacji ruchowej (sposoby leczenia schorzeń układu krążenia), problemów klinicznych związanych z konsumpcją leków, z kardiochirurgią i autoresusctacją. Profesor specjalizował się także w zakresie organizacji służby zdrowia i specjalistycznego szkolenia podyplomowego z zakresu kardiologii. Jako profesor emerytowany przez wiele lat prowadził badania nad udoskonaleniem ratowania ludzi dotkniętych nagłym zatrzymaniem krążenia. Swój dorobek prezentował na ponad 130 krajowych i zagranicznych kongresach naukowych. W odbył staże naukowe w Berlinie, Sztokholmie, w ośrodkach w USA (m.in. Cleveland, Miami i Stanford), w Paryżu, w Wiedniu, w Londynie, w Bad-Nauheim i w klinice „Rechts der Isaar” w Monachium.

## Działalność społeczna i organizacyjna
W czasie studiów działał w AZS. Pracował społecznie w Radzie Nadzorczej ZUS w Zabrzu (1960-1972), był członkiem Rady Konsultantów Wojewódzkich (1967-1975). Jako dyrektor Szpitala nr 1 w Zabrzu zainicjował budowę nowego budynku szpitalnego, w którym obecnie mieści się ta placówka, później włączył się w organizację Górnośląskiego Ośrodka Kardiologii w Katowicach, jak również – wraz z kardiologiem prof. Adamem Wolańskim – w przygotowania założeń medycznych tego ośrodka. Z wielkim zaangażowaniem organizował sieć lecznictwa specjalistycznego oraz szkolenia podyplomowe dla śląskich lekarzy. Redaktor Wiadomości Lekarskich. Był prezesem Fundacji Kardiologicznej w Katowicach, której celem statutowym jest rozwój form lecznictwa poprzez stwarzanie dogodnych warunków stałego rozwoju prac badawczo-naukowych, popularyzacja nowoczesnych form oświaty zdrowotnej, oraz finansowanie aparatury diagnostyczno-leczniczej.

## Odznaczenia i nagrody
Otrzymał m.in. Krzyż Oficerski Orderu Odrodzenia Polski, Złoty Krzyż Zasługi, Medal Polskiego Towarzystwa Lekarskiego Gloria Medicine oraz Odznakę "Za wzorową pracę w służbie zdrowia". Laureat międzynarodowej nagrody "Recordati" IV Światowego Kongresu Kardiologicznego (Meksyk 1962), Medalu Polskiego Towarzystwa Lekarskiego Gloria Medicine (1995), Wyróżnienia Izbiy Lekarskiej "Zasłużony Nauczyciel Lekarzy" (2017), Kryształowego Lauru Umiejętności i Kompetencji z Diamentem (2020), nagrody II stopnia MZiOS i wielu nagród rektora ŚAM za osiągnięcia naukowo-badawcze i dydaktyczne.

## Życie prywatne
Wychowany w rodzinie nauczycielskiej Ignacego i Zofii z domu Szumskiej. Żonaty z Teresą Słomińską (doktorem medycyny i kardiolog) od 1951 roku. Synowie Tomasz (biofizyk i bioinżynier) i Michał (doktor medycyny). Całe życie uprawiał sport: tenis, narciarstwo, pływanie, żeglarstwo oraz turystykę. Mieszkał w Katowicach.